# Perasia coactilis
Perasia coactilis là một loài bướm đêm trong họ Noctuidae.